# Старосольська Дарія Володимирівна
Да́рія Володи́мирівна Старосо́льська (до шлюбу Шухевич; 3 січня 1881, Львів, тепер Україна — 28 грудня 1941) — українська громадська діячка, музикантка, редакторка.

## Життєпис

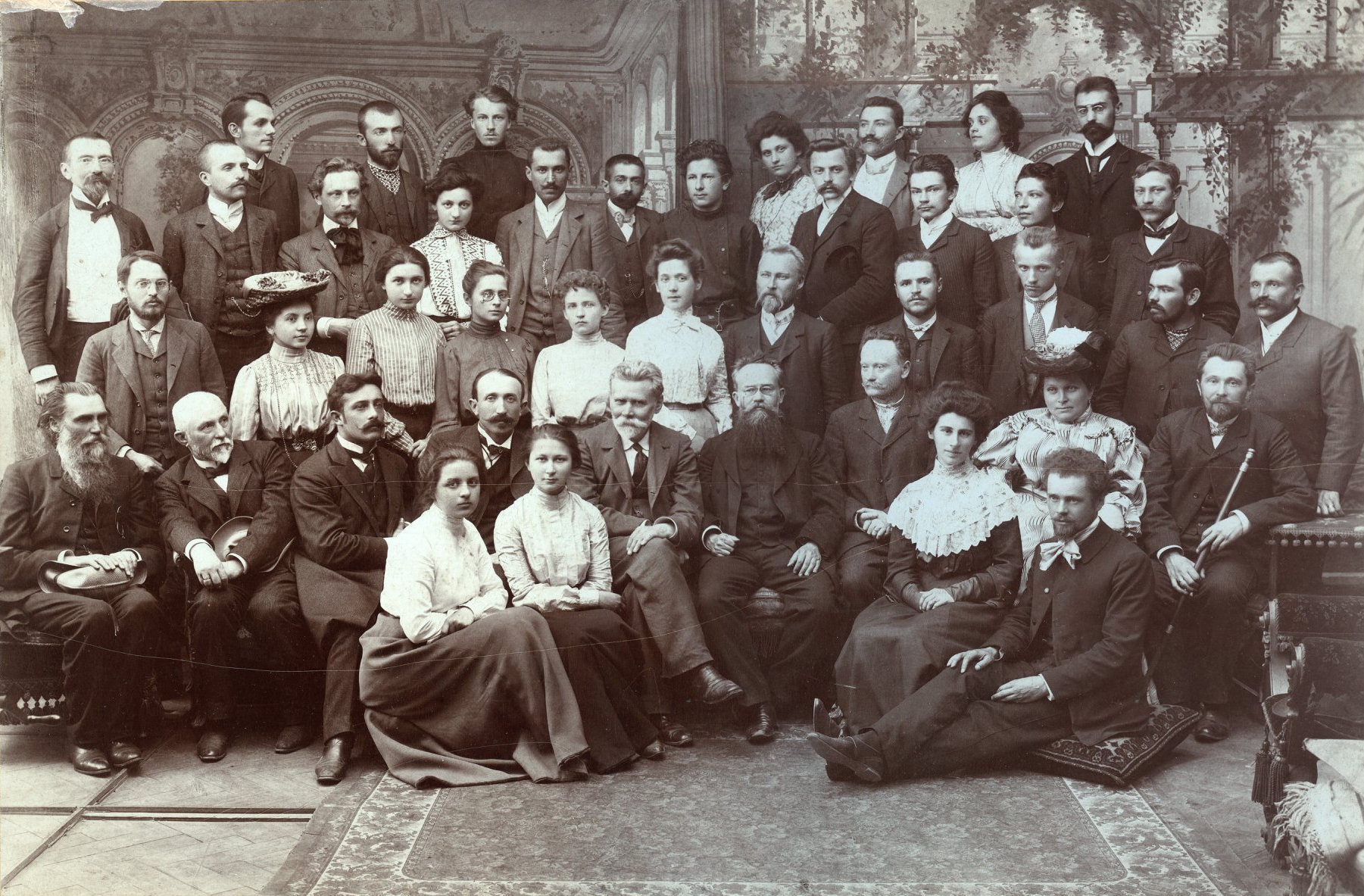
Викладачі та студенти Наукових курсів українознавства у Львові (організованих ТПУНЛШ), 5 липня 1904 р. Зліва направо: перший ряд (сидять): М. Дверницька, В. Чикаленківна, А. Трушева, І. Труш;
другий ряд (сидять): П. Рябков, Т. Ревакович, І. Брик, М. Ганкевич, Хв. Вовк, М. Грушевський, І. Франко, М. Грушевська, Вол. Гнатюк;
третій ряд (стоять): Вол. Дорошенко, М. Підлісецька (Мудракова), Г. Чикаленківна, К. Голицинська, О. Андрієвська, М. Липа, І. Липа, Ф. Шолудько, В. Панейко, Л. Сміщук, Л. Гарматій;
четвертий ряд (стоять): Вол. Лаврівський, Е. Голицинський, Юл. Бачинський, М. Крушельницька (Дроздовська), Дм. Дорошенко, Я. Грушкевич, Л. Чикаленко, Мих. Грушкевич, Ст. Дольницький, А. Хомик, М. Росткович;
п'ятий ряд (стоять): Юл. Ситник, Ол. Скоропис, Дм. Розов, Д. Старосольська (Шухевичівна), Вол. Загайкевич, Т. Єрми (п-ні Боднарова), Мих. Мочульський.

Народилася 3 січня 1881 року у Львові в родині Володимира і Герміни Шухевичів.
Закінчила львівську консерваторію Галицького музичного товариства за фахом фортепіано (учениця професора фортепіано Вілема Курца).
У 1907–1940 роках викладач Вищого музичнего інституту імені Миколи Лисенка. Серед її учнів — Галина Голинська.
Була засновницею і кілька разів головою «Кружка українських дівчат» у Львові (від 1908 року назва «Кружок Українок»), редактор часопису «Мета» (з 1908) та його продовження «Наша Мета» (1919—1922), діячкою Української соціал-демократичної партії.
Авторка статей, нарисів і поезій у часописі «Нова хата» і в газеті «Діло». У 1940 році вивезена радянською владою до Казахстану, де померла у 28 грудня 1941 року в селищі Георгієвка.

## Родина
- чоловік: Старосольський Володимир.
- діти: Юрій, Ігор, Уляна Старосольські.

## Вшанування
Згідно з ухвалою Львівської міської ради від 4 липня 2024 року вулицю Олександра Карпінського перейменовано на вулицю Старосольських.